# Julian Fabiański
Julian Fabiański (ur. 2 stycznia 1866 w Krakowie, zm. 23 grudnia 1943 we Lwowie) – polski profesor inżynier wiertnictwa i wydobywania nafty.

## Życiorys
Ukończył gimnazjum w Krakowie. Od 1886 studiował w Akademii Górniczej w Leoben. Po ukończeniu studiów przez 27 lat pracował jako inżynier i dyrektor techniczny przy szybach naftowych w Galicji, na Węgrzech i we Włoszech. Od 1910 był dyrektorem spółki akcyjnej pól naftowych w Borysław. Od 1917 wykładowca, a po przejściu Leona Syroczyńskiego na emeryturę w 1919, dyrektor Katedry Górnictwa Politechniki Lwowskiej. W latach 1920–1921 pełnił funkcję dziekana. W roku akademickim 1922/23 i 1923/24 był rektorem Politechniki Lwowskiej, a w roku akademickim 1924/25 prorektorem. W grudniu 1936 otrzymał tytuł profesora honorowego na Wydziale Mechanicznym Politechniki Lwowskiej.
Zmarł 23 grudnia 1943. Pochowany na Cmentarzu Łyczakowskim we Lwowie (kwatera 78-42).

## Ordery i odznaczenia
- Krzyż Komandorski Orderu Odrodzenia Polski (27 listopada 1929)[6][7][8]